# Saint Jean-Baptiste (film)
Pour les articles homonymes, voir Saint Jean-Baptiste (homonymie).
Pour plus de détails, voir Fiche technique et Distribution.
Saint Jean-Baptiste est un film français réalisé par Jean-Baptiste Alazard et sorti en 2021.

## Fiche technique
- Titre : Saint Jean-Baptiste
- Réalisation : Jean-Baptiste Alazard
- Scénario : Jean-Baptiste Alazard
- Photographie : Jean-Baptiste Alazard
- Son : Raphaël Hénard
- Montage : Jean-Baptiste Alazard
- Société de production : Stank (Vincent Le Port)
- Pays de production :  France
- Genre : film expérimental
- Durée : 20 minutes
- Date de sortie : France - 22 juillet 2021[1]

## Distinctions

### Récompenses
- Prix France Télévisions du court métrage français au Champs-Élysées Film Festival 2022[2]

### Sélections
- FIDMarseille 2021[3]
- Festival international du court métrage de Clermont-Ferrand 2022[4]
- Festival de films Résistances 2022[5]